# Valeria Golino
Valeria Golino (n. 22 octombrie 1966, Napoli, Italia)  este o actriță, regizoare și fost model italiană. Printre cele mai cunoscute filme ale sale se numără 

## Biografie
Fiica unui absolvent italian de germanistică și a unei pictorițe grecoaice, Valeria Golino a crescut atât în Napoli, cât și în Atena. În anii de școală, a lucrat cu jumătate de normă ca model și a fost descoperită de Lina Wertmüller pentru filmul ei Scherzo del destino in agguato dietro l'angolo come un brigante da strada (1983), în care tânăra de șaptesprezece ani a apărut pentru prima dată într-un rol secundar. Doi ani mai târziu, a obținut un rol principal în Micile flăcări (1985). Anul următor a fost încoronată cu primul ei premiu cinematografic pentru interpretarea sa din Storia d'amore (1986), fiind desemnată cea mai bună actriță la Festivalul Internațional de Film de la Veneția.
Această onoare a contribuit de asemenea la aducerea lui Golino în atenția Hollywood-ului. Inițial, a devenit cunoscută publicului internațional prin rolul său de parteneră a personajului lui Tom Cruise din Omul ploii (1988). Cu toate acestea, din cauza accentului său italian pronunțat, nu a fost distribuită în rolul preluat ulterior de Julia Roberts în Pretty Woman (1990). Golino își făcuse deja un nume, apărând în producții americane de succes precum Formidabilul (1991), Hot Shots!: The Second Time Around (1993), Leaving Las Vegas (1995) și Părăsind Las Vegas-ul (1996). Cu toate acestea, chiar și în anii următori, când a lucrat atât în SUA, cât și în Europa, nu a reușit să ajungă în topul marilor actori internaționali. Au urmat roluri precum Lupe Marín în drama nominalizată la Oscar, Frida (2002), și rolul principal în producția italo-franceză premiată, Respiro (2002). Criticii au lăudat interpretarea ei a rolului Grazia, o femeie afectată de schimbări de dispoziție și de lipsa de înțelegere din partea celor din jur, pentru care a fost nominalizată la premiul de film italian David di Donatello și a câștigat Nastro d'Argento din partea Sindacato Nazionale Giornalisti Cinematografici Italiani (Asociația Jurnaliștilor de Film Italieni).
În 2013, Golino și-a făcut debutul regizoral în lungmetraj cu filmul Miele. Filmul a primit o invitație la secțiunea Un Certain Regard a celei de-a 66-a ediții a Festivalului de Film de la Cannes. În 2018, a regizat al doilea său lungmetraj, Euforia.
În 2008, a fost numită în juriul competiției celei de-a 65-a ediții a Festivalului de Film de la Veneția, prezidat de regizorul german Wim Wenders. În 2016, a fost membră a juriului competiției celei de-a 69-a ediții a Festivalului de Film de la Cannes.
Valeria Golino a avut o relație cu regizorul Peter del Monte (1985–1987) și cu actorii Benicio del Toro (1988–1992), Fabrizio Bentivoglio (1993–2001) și Andrea Di Stefano (2002–2006). Din 2006, locuiește cu actorul italian Riccardo Scamarcio.

## Filmografie selectivă

### Actriță
- 1983 Scherzo del destino in agguato dietro l'angolo come un brigante da strada, regia Lina Wertmüller
- 1984 Blind Date, regia Nico Mastorakis
- 1985 Figlio mio, infinitamente caro..., regia Valentino Orsini
- 1985 Micile flăcări (Piccoli fuochi), regia Peter Del Monte
- 1986 Storia d'amore, regia Citto Maselli
- 1987 Gli occhiali d'oro, regia Giuliano Montaldo
- 1987 Ultima estate a Tangeri (Dernier été à Tanger), regia Alexandre Arcady
- 1988 Omul ploii (Rain Man), regia Barry Levinson
- 1988 Big Top Pee-wee (Big Top Pee-Wee), regia Randal Kleiser
- 1989 Apele primăverii (Torrents of Spring), regia Jerzy Skolimowski
- 1990 Tracce di vita amorosa, regia Peter Del Monte
- 1990 La puttana del re (La Putain du Roi), regia Axel Corti
- 1991 L'anno del terrore (Year of the Gun), regia John Frankenheimer
- 1991 Formidabilul (Hot Shots!), regia Jim Abrahams
- 1992 Puerto Escondido, regia Gabriele Salvatores
- 1993 Hot Shots! 2 (Hot Shots! Part Deux), regia Jim Abrahams
- 1994 O iubire nemuritoare (Immortal Beloved), regia Bernard Rose
- 1995 Four Rooms, regia Quentin Tarantino, Robert Rodriguez, Allison Anders și Alexandre Rockwell
- 1995 Părăsind Las Vegas-ul (Leaving La Vegas), regia Mike Figgis
- 1996 Escoriandoli, regia Antonio Rezza
- 1996 Evadare din Los Angeles (Escape from L.A.), regia John Carpenter
- 1997 Acrobatele (Le acrobate), regia Silvio Soldini
- 1998 Părul (L'albero delle pere), regia Francesca Archibugi
- 1999 Harem Suare, regia Ferzan Özpetek
- 2002 Respiro, regia Emanuele Crialese
- 2002 Iarna (L'inverno), regia Nina Di Majo
- 2002 Frida, regia Julie Taymor
- 2004 36 Quai des Orfèvres, regia Olivier Marchal
- 2005 Texas, regia Fausto Paravidino
- 2005 La guerra di Mario, regia Antonio Capuano
- 2006 A casa nostra, regia Francesca Comencini
- 2007 Fata de lângă lac (La ragazza del lago), regia Andrea Molaioli
- 2007 Lascia perdere, Johnny!, regia Fabrizio Bentivoglio
- 2007 Actrițe (Actrices), regia Valeria Bruni Tedeschi
- 2007 Soarele negru (Il sole nero), regia Krzysztof Zanussi
- 2008 Caos calmo, regia Antonello Grimaldi
- 2008 Cash (Ca$h), regia Éric Besnard
- 2008 La fabbrica dei tedeschi, regia Mimmo Calopresti
- 2009 Giulia nu iese seara (Giulia non esce la sera), regia Giuseppe Piccioni
- 2009 Primul sărut (Les Beaux gosses), regia Riad Sattouf
- 2010 Școala s-a terminat (La scuola è finita), regia Valerio Jalongo
- 2011 La kryptonite nella borsa, regia Ivan Cotroneo
- 2013 Come il vento, regia Marco Simon Puccioni
- 2013 Capitalul uman (Il capitale umano), regia di Paolo Virzì
- 2015 Il nome del figlio, regia Francesca Archibugi
- 2015 Per amor vostro, regia Giuseppe M. Gaudino
- 2017 Il colore nascosto delle cose, regia Silvio Soldini
- 2018 Figlia mia, regia Laura Bispuri
- 2018 Turiștii (Les Estivants), regia Valeria Bruni Tedeschi
- 2019 Portretul doamnei în flăcări (Portrait de la jeune fille en feu), regia Céline Sciamma
- 2019 Adults in the Room, regia Costa-Gavras
- 2019 Tutto il mio folle amore, regia Gabriele Salvatores
- 2020 Lasciami andare, regia Stefano Mordini
- 2021 La terra dei figli, regia Claudio Cupellini
- 2023 Te l'avevo detto, regia Ginevra Elkann
- 2024 The Beautiful Game, regia Thea Sharrock
- 2025 Fuori, regia Mario Martone
- 2025 La Gioia, regia Nicolangelo Gelormini
- 2025 Breve storia d'amore, regia Ludovica Rampoldi

### Regizor
- 2010 Armandino e il MADRE (scurtmetraj)
- 2013 Miele
- 2018 Euforia
- 2024 L'arte della gioia